# Csömör
Csömör är en ort i Ungern.   Den ligger i provinsen Pest, i den centrala delen av landet, 16 km öster om huvudstaden Budapest. Csömör ligger 197 meter över havet och antalet invånare är 7 544.
Terrängen runt Csömör är platt. Runt Csömör är det tätbefolkat, med 459 invånare per kvadratkilometer. Närmaste större samhälle är Budapest, 15,6 km väster om Csömör. Trakten runt Csömör består till största delen av jordbruksmark.